# XXXIV век до н. э.
XXXIV (три́дцать четвёртый) век до на́шей э́ры по пролептическому юлианскому календарю — век с 1 января 3400 года до н. э. по 31 декабря 3301 года до н. э. Это 7-й век 4-го тысячелетия до н. э. Ему предшествовал XXXV век до н. э., за ним следовал XXXIII век до н. э. Закончился 5325 лет назад.

## События
- Впервые использован плуг.

## Культуры
- Культура воронковидных кубков
- Стадия ІІІа2 культуры Накада в Египте (открыта в 1998 г.)
- Архаичные формы клинописи появляются в начале века в Уруке

## Правители
- Бык (фараон)

## Религия
- Енох (ок. 3382 г. до н. э. — исчез в 3017 г. до н. э.), в соответствии с Библией
- Мафусаил (ок. 3317—2348 гг. до н. э.), в соответствии с Библией